# Bithynia majewskyi
Bithynia majewskyi is een slakkensoort uit de familie van de Bithyniidae. De wetenschappelijke naam van de soort is voor het eerst geldig gepubliceerd in 1862 door Frauenfeld.